# Knife Party

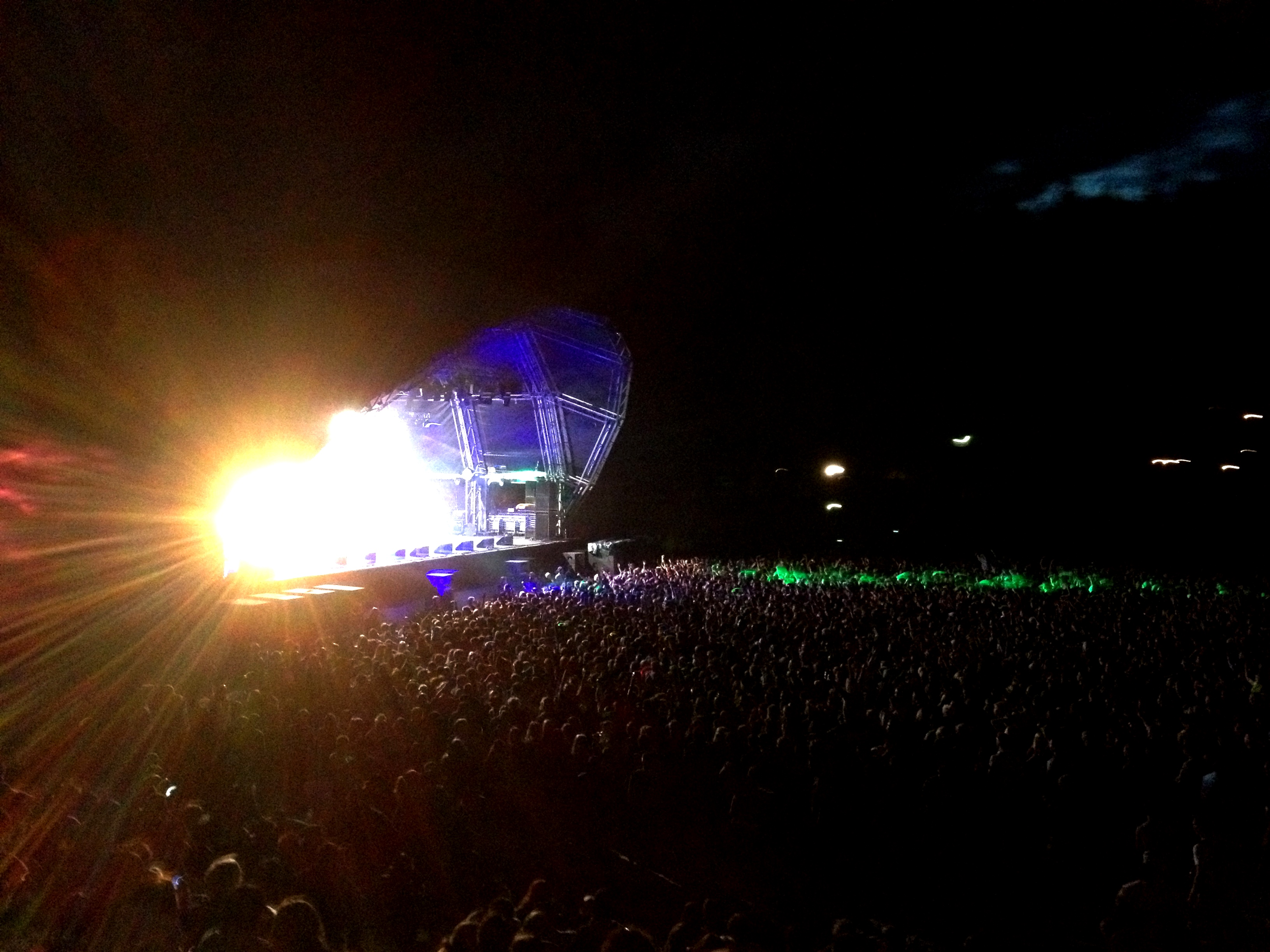
Live, Hove Festival 2012

Knife Party – australijska grupa muzyczna tworząca różnego rodzaju muzykę elektroniczną, m.in.: electro house, dubstep, trap, EDM i drumstep. Członkami i założycielami są Rob Swire i Gareth McGrillen, członkowie innej grupy muzycznej Pendulum. Grupa została założona w 2011 roku w Perth. Dotychczas wydał cztery minialbumy i dwa single, jeden nagrany z inną grupą muzyczną Swedish House Mafia, a drugi z gitarzystą Tomem Morello. 7 listopada 2014 roku został wydany pierwszy album studyjny.

## Dyskografia

### LP
| Tytuł        | Szczegóły                                                                                       |
| ------------ | ----------------------------------------------------------------------------------------------- |
| Abandon Ship | - Data wydania: 7 listopada 2014 - Wytwórnia: EarStorm, Big Beat - Format: Digital download, CD |

### EP
| Tytuł                  | Szczegóły                                                                                    |
| ---------------------- | -------------------------------------------------------------------------------------------- |
| 100% No Modern Talking | - Data wydania: 12 grudnia 2011 - Wytwórnia: EarStorm - Format: Digital download             |
| Rage Valley            | - Data wydania: 27 maja 2012 - Wytwórnie: EarStorm, Big Beat - Format: Digital download      |
| Haunted House          | - Data wydania: 6 maja 2013. - Wytwórnie: EarStorm, Warner Bros. - Format: Digital download  |
| Trigger Warning        | - Data wydania: 20 listopada 2015 - Wytwórnie: Earstorm, Big Beat - Format: Digital download |

### Single
| Tytuł           | Artyści                             | Data wydania | Album     |
| --------------- | ----------------------------------- | ------------ | --------- |
| "Antidote"      | Swedish House Mafia vs. Knife Party | 2012         | Until Now |
| "Battle Sirens" | Knife Party & Tom Morello           | 2016         |           |
| "Harpoon"       | Knife Party & Pegboard Nerds        | 2018         |           |